# یارل اوهمان
یارل اوهمان (فنلاندی: Jarl Öhman; ۱۴ نوامبر ۱۸۹۱ – ۲۰ ژانویهٔ ۱۹۳۶) بازیکن فوتبال و سرمربی فوتبال اهل فنلاند بود.